# Carel Fabritius
Carel Pietersz. Fabritius (ochrz. 27 lutego 1622 w Middenbeemster, zm. 12 października 1654 w Delfcie) – holenderski malarz okresu baroku.

## Życiorys
Był bratem Barenta Fabritiusa i jednym z najzdolniejszych uczniów Rembrandta.
Od 1643 mieszkał w Amsterdamie, gdzie studiował pod kierunkiem Rembrandta, którego wpływ widoczny jest w początkowych pracach Fabritiusa, np. we Wskrzeszeniu Łazarza. Z czasem jednak wypracował swój własny, indywidualny styl, w którym w przeciwieństwie do Rembrandta, postaci znajdują się na jasnym tle. Ponadto wyspecjalizował się w przedstawianiu subtelności efektów światła dziennego, z doskonałym wyczuciem harmoniii chłodnych barw.
W 1651 osiadł w Delfcie, a rok później był odnotowany jako mistrz w tamtejszej gildii św. Łukasza.
Zmarł z powodu ran odniesionych podczas wybuchu prochowni w Delfcie, 12 października 1654. Wówczas zniszczona została jedna czwarta miasta, a tysiące ludzi straciło życie. Zniszczeniu uległo też wiele prac artysty.
Malował portrety, sceny rodzajowe, pejzaże oraz obrazy o tematyce religijnej. Wywarł wpływ na innych malarzy tworzących w Delfcie, m.in. na Pietera de Hoocha i Jana Vermeera. Uczniem Fabritiusa był Matthias Spoors.

## Najważniejsze dzieła
- Wskrzeszenie Łazarza (1643) — Muzeum Narodowe w Warszawie[5]
- Autoportret (1647) — Museum Boijmans Van Beuningen, Rotterdam
- Widok Delftu (1652) — National Gallery w Londynie
- Szczygieł (1654) – Mauritshuis, Haga
- Młody mężczyzna w futrzanej czapce i zbroi (autoportret) (1654) — National Gallery w Londynie

## Galeria

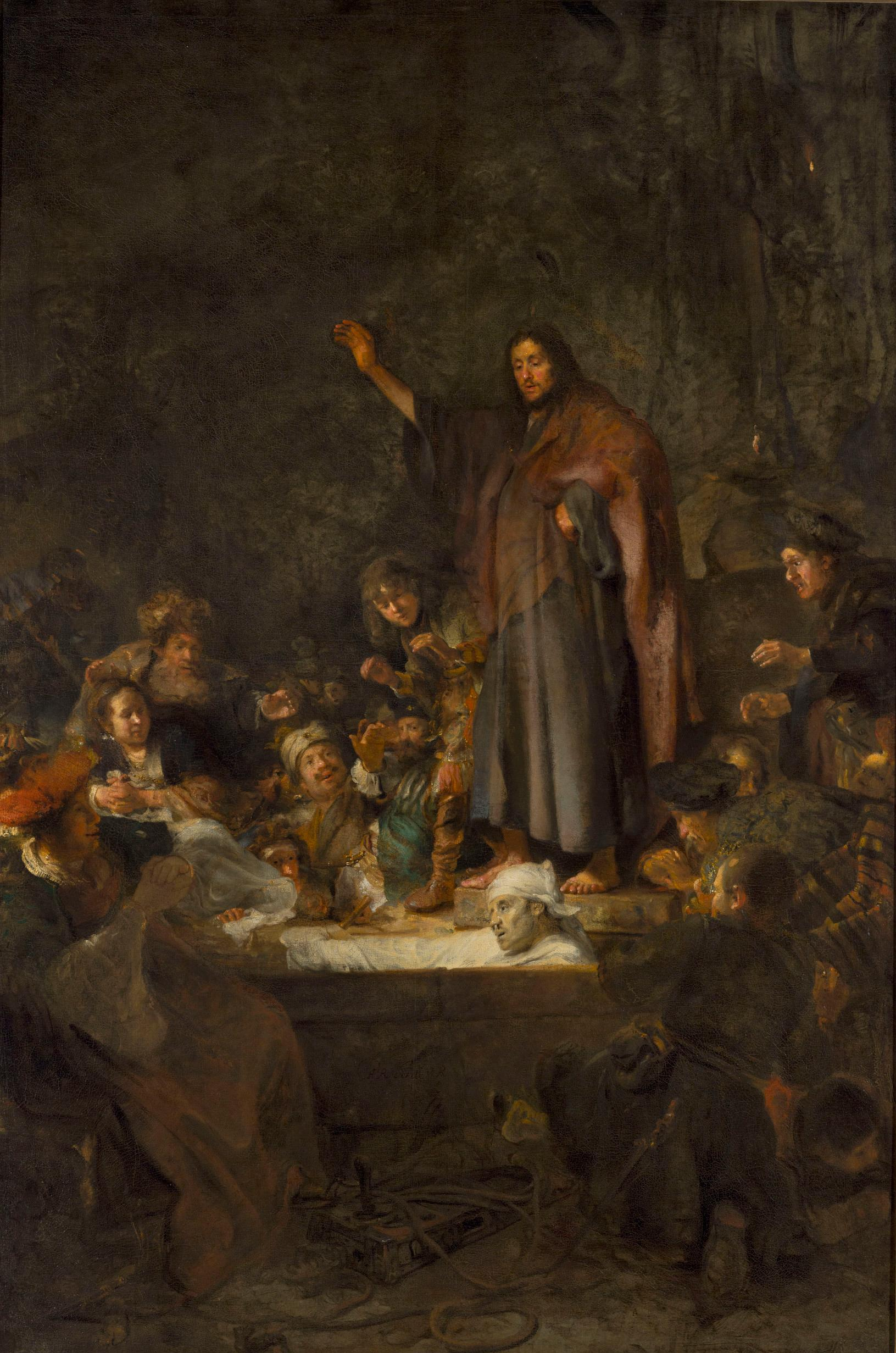
Wskrzeszenie Łazarza (ok. 1643)
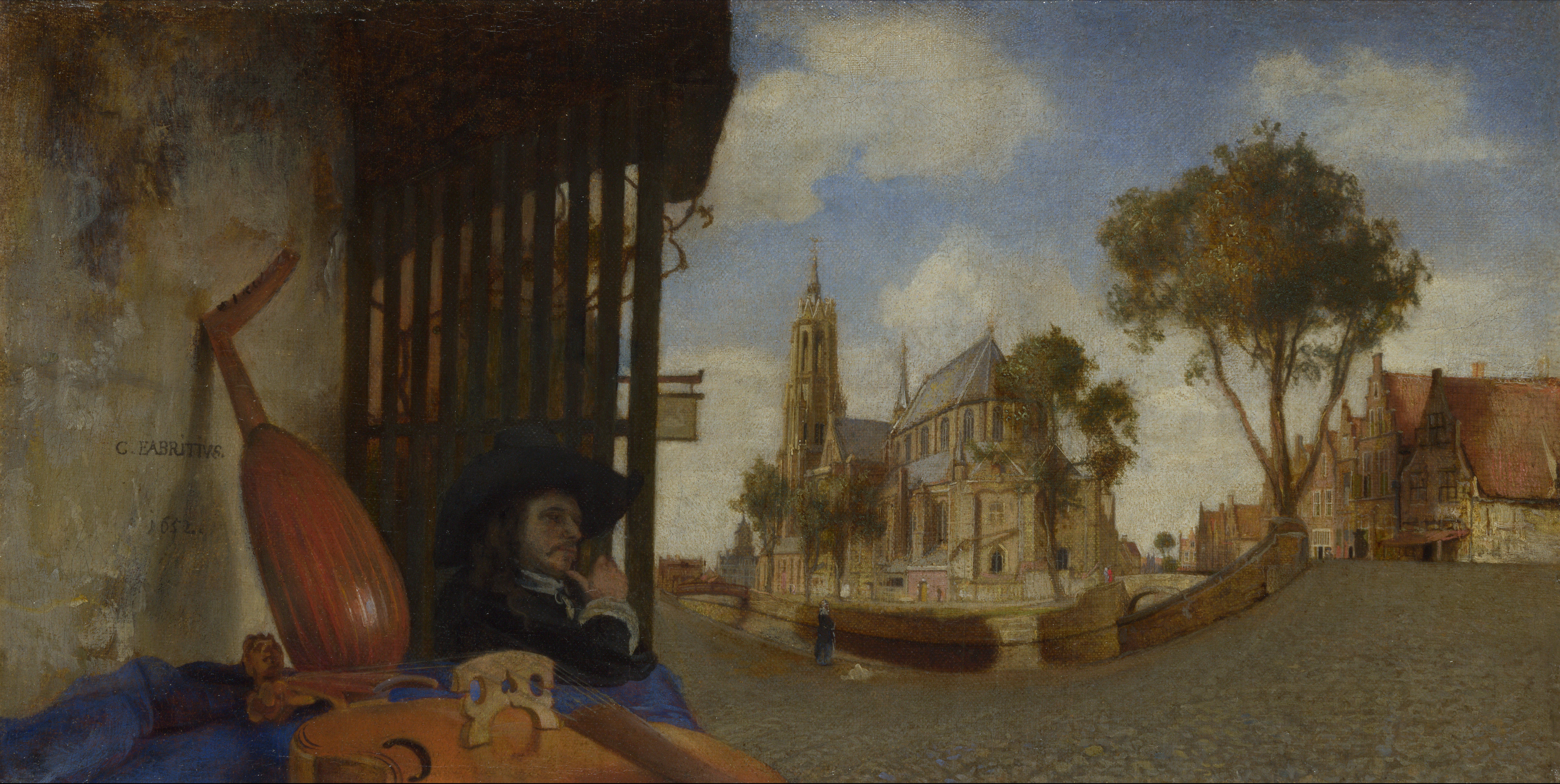
Carel Fabritius – Widok Delftu (1652)
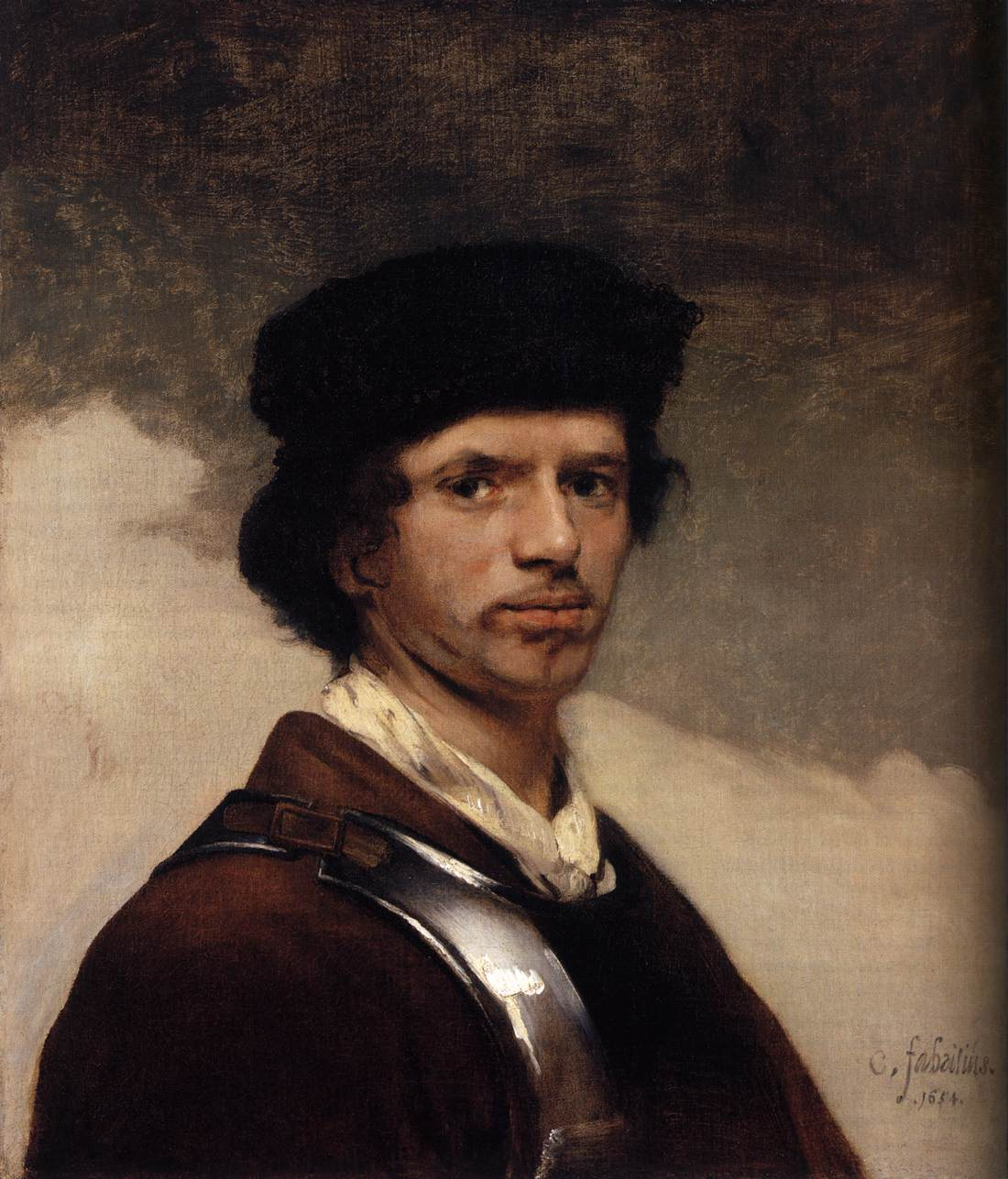
Młody mężczyzna w futrzenej czapce i zbroi; prawdop. autoportret (1654)
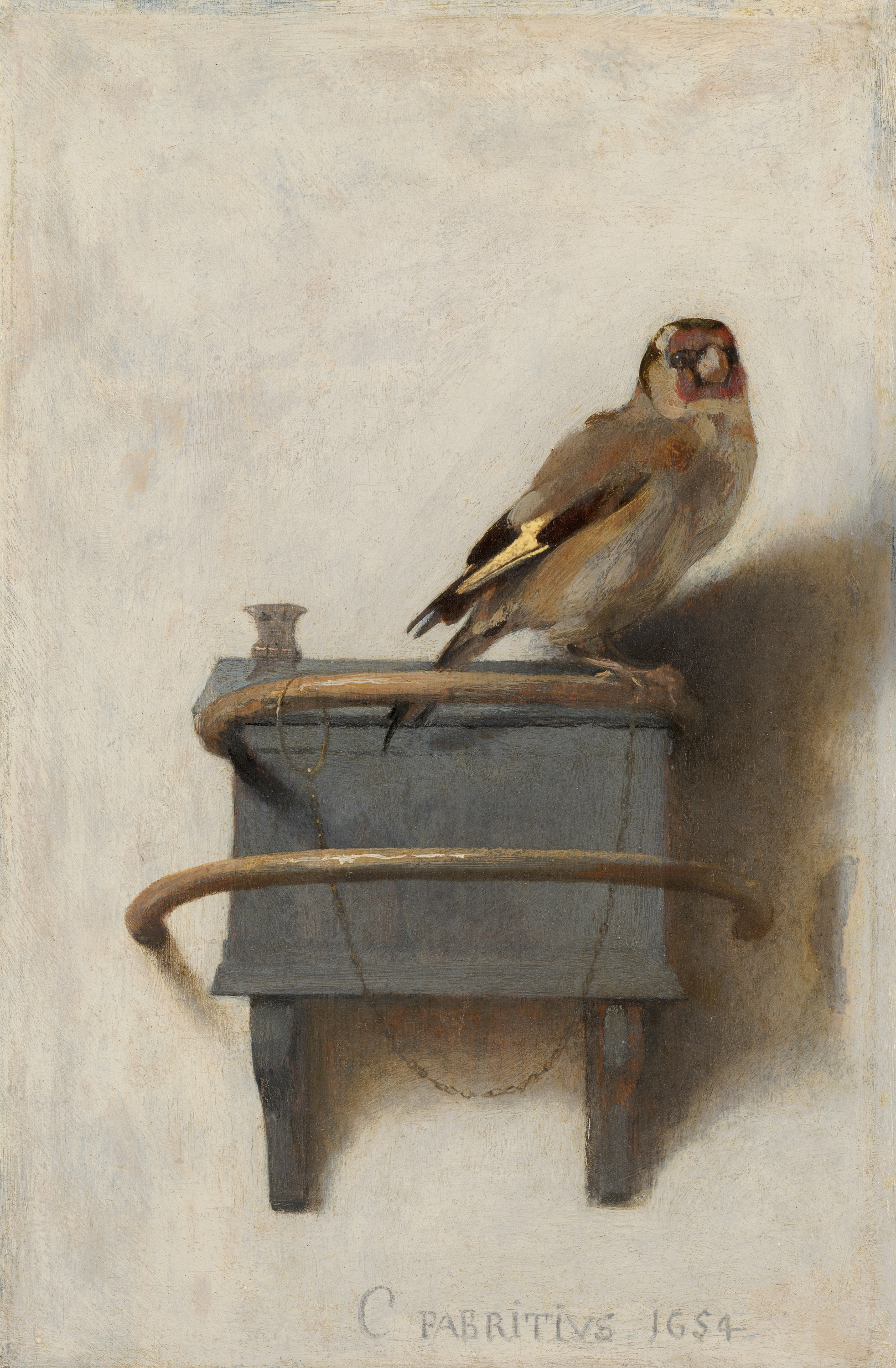
Szczygieł (1654)
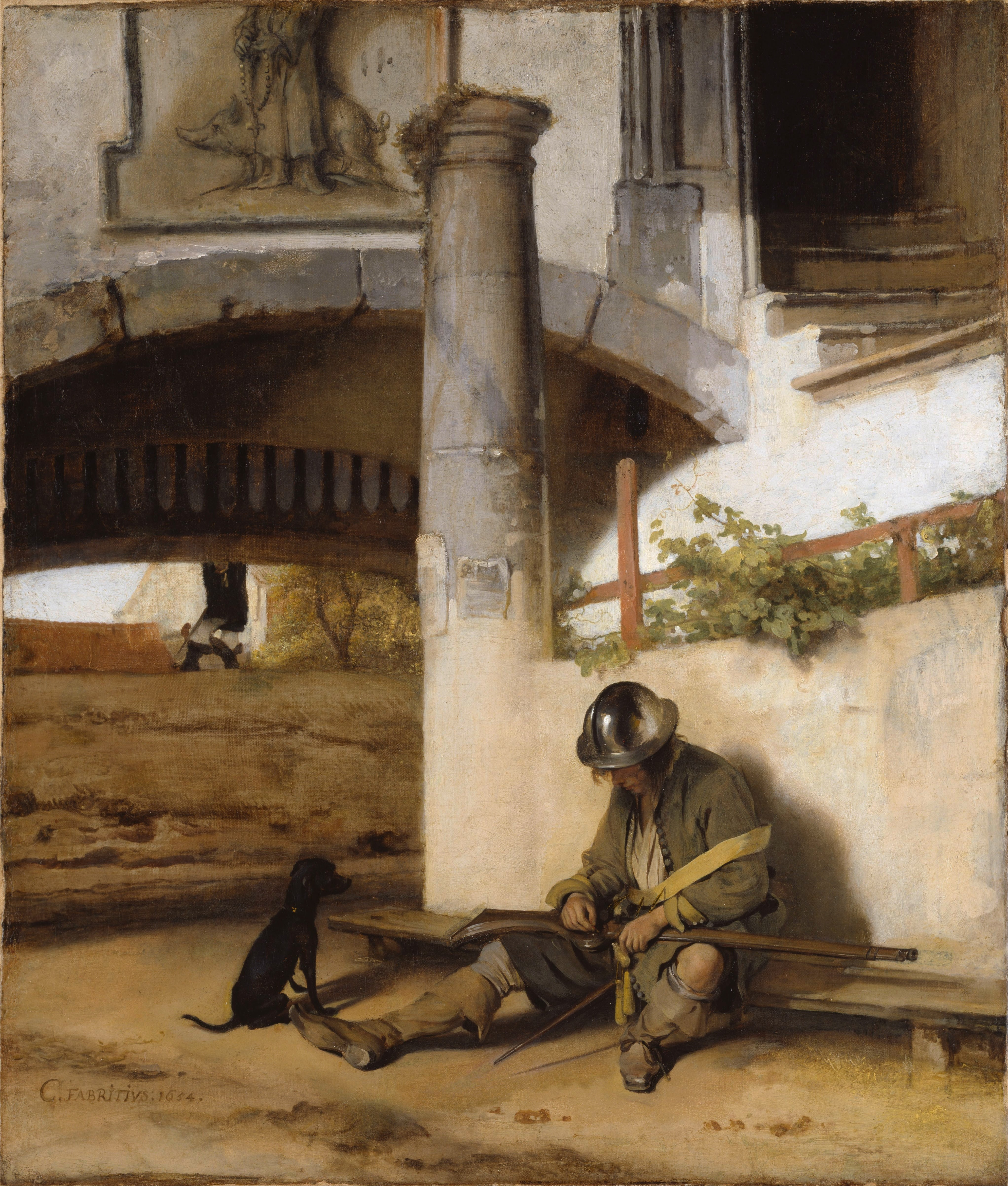
Strażnik (1654)